# Jaime Gomez
Pour les articles homonymes, voir Gomez.
Jaime Gomez, né le 31 août 1965 à Los Angeles (Californie), est un acteur, producteur, réalisateur et scénariste américain.

## Filmographie

### comme acteur
- 1989 : Un monde pour nous (Say Anything...) : Partier
- 1989 : Générations (Generations) (feuilleton TV) : Sonny
- 1991 : Rebelles Across the Tracks : Bobby (Teammate #1)
- 1991 : L.A. Story : Tod PA
- 1991 : Pink Lightning (TV)
- 1992 : Chavez Ravine
- 1992 : The Silencer : Drew
- 1992 : Dolly (Dolly Dearest) : Hector
- 1992 : The Tent Show
- 1992 : Sans rémission (American Me) : Eddie
- 1993 : La Carpa
- 1993 : Philadelphia : Guy in Library
- 1994 : Danger immédiat (Clear and Present Danger) : Sgt. Julio Vega
- 1994 : Untamed Love (TV)
- 1995 : USS Alabama (Crimson Tide) : Officer of the Deck Mahoney
- 1996 : Le Guerrier d'acier (Solo) : Sgt. Lorenzo the Tracker
- 1996-2000 : Nash Bridges (série télévisée) : Insp. Evan Cortez
- 1997 : Clockwatchers : Derrick
- 2001 : Gabriela : Mike
- 2001 : Sticks : Sargento sanchez
- 2001 : Training Day : Mark
- 2001 : Crossruff : Thomas (guy in bar)
- 2002 : SOS Père Noël (Santa, Jr.) (TV) : Earl Hernandez
- 2003 : Devil's Knight : Richie Cobor
- 2004 : Terre hostile (Landslide) (TV) : Danny Santiago
- 2005 : Raynee Days : He
- 2005 : Pissed : Trace Chavez
- 2008 : Monk (Saison 7, épisode 6) (série télévisée) : Sanchez
- 2009 : 16 to Life : Ronald
- 2009-2011 : Hawthorne: infirmière en chef  (série télévisée) : Gerry Brandon / Gary
- 2010 : Cold Case: Affaires classées (Saison 5 épisode 10) (série télévisée) :  Daniel Gomez
- 2010 : 24 heures chronos (série télévisée) : Agent Torres
- 2010 : Les experts: Miami (série télévisée) : Neal Perkins
- 2011 : Apocalypse According to Doris : Felix
- 2011 : Les experts  (série télévisée) : Officier Andy Cantelvo
- 2011 : Rizzoli & Isles: Autopsie d'un meurtre (série télévisée) : Roberto Gusano
- 2012 : Waltham Vanguard : Randy
- 2012 : I Am Bad : Dad
- 2012 : Dexter (série télévisée) : Rubio
- 2012 : Where the Swan Sleeps : Wade
- 2012 : The Shelter : Father (voix)
- 2013 : 90210 Beverly Hills - Nouvelle génération (série télévisée) : Manager
- 2013 : Betrayal (série télévisée) : Aurelio Voltan
- 2015 : Streets of LA (série télévisée) Det. James Rios
- 2015 : Ominous (Téléfilm) Detective Ezequiel Villa
- 2015 : Benjamin Troubles : Miguel
- 2016 : Foreign Land
- 2025 : New York, police judiciaire : Antonio Ruiz (saison 24, épisode 20)

### comme réalisateur
- 2005 : Raynee Days

### comme producteur
- 2005 : Pissed

### comme scénariste
- 2005 : Raynee Days
- 2005 : Pissed